# Jagdstaffel 48
La Jagdstaffel 48 (in tedesco: Königlich Preußische Jagdstaffel Nr 48, abbreviato in Jasta 48) era una squadriglia (staffel) da caccia della componente aerea del Deutsches Heer, l'esercito dell'Impero tedesco, durante la prima guerra mondiale (1914-1918).

## Storia
La Jagdstaffel 48 venne fondata il 16 dicembre 1916 presso il Flieger-Abteilung (dipartimento di aviazione) 11 di Brzeg, nell'allora Regno di Prussia. Venne assegnata alla 18ª Armata a partire dal 5 gennaio del 1917. La squadriglia prese parte alla prima propria operazione di guerra il 12 gennaio 1917 e ottenne la prima vittoria aerea il 6 marzo per opera del suo comandante.
Il 19 maggio 1918 l'unità venne incorporata nel Jagdgruppe 11 e trasferita a supporto della 3ª Armata dove rimase fino alla fine della guerra .
Walter Stock fu l'ultimo Staffelführer (comandante) della Jagdstaffel 48 dall'agosto 1918 fino alla fine della guerra .
Alla fine della prima guerra mondiale alla Jagdstaffel 48 vennero accreditate 6 vittorie aeree fino al mese di agosto 1918. Oltre quella data non sono presenti dati relativi alla squadriglia. Di contro, la squadriglia perse 5 piloti, 2 piloti rimasero uccisi in incidente di volo, uno fu ferito in azione ed uno preso prigioniero.

## Lista dei comandanti della Jagdstaffel 48
Di seguito vengono riportati i nomi dei piloti che si succedettero al comando della Jagdstaffel 48.
| Grado    | Nome         | Periodo                        |
| -------- | ------------ | ------------------------------ |
| Leutnant | Kurt Küppers | 16 dicembre 1916 - agosto 1918 |
|          | Walter Stock | agosto 1918 - 11 novembre 1918 |

## Lista delle basi utilizzate dalla Jagdstaffel 48
- Guise, Francia: 5 gennaio 1917
- Mont-d'Origny, Francia
- Villeselve, Francia
- Moyencourt, Francia
- Vivaise, Francia
- Chuffilly-Roche, Francia
- Malmy-Chéméry, Francia
- Autrecourt, Francia